# This Left Feels Right
| Recensione | Giudizio |
| ---------- | -------- |
| AllMusic   | [ 10 ]   |

This Left Feels Right è una raccolta del gruppo di musica rock americano dei Bon Jovi. Quest'album non contiene degli inediti, ma delle versioni ri-arrangiate in chiave acustica di alcuni brani pubblicati in passato. In Livin' on a Prayer a cantare assieme al gruppo è l'attrice britannica Olivia d'Abo (nella versione russa è invece Alsou).

## Tracce
1. Wanted Dead or Alive – 3:43 (Jon Bon Jovi, Richie Sambora)
2. Livin' on a Prayer – 3:41 (Jon Bon Jovi, Richie Sambora, Desmond Child) – duetto con Olivia d'Abo
3. Bad Medicine – 4:27 (Jon Bon Jovi, Richie Sambora)
4. It's My Life – 3:42 (Jon Bon Jovi, Richie Sambora)
5. Lay Your Hands on Me – 4:27 (Jon Bon Jovi, Richie Sambora, Desmond Child)
6. You Give Love a Bad Name – 3:29 (Jon Bon Jovi, Richie Sambora, Desmond Child)
7. Bed of Roses – 5:38 (Jon Bon Jovi, Richie Sambora, Desmond Child)
8. Everyday – 3:45 (Jon Bon Jovi, Richie Sambora, Andreas Carlsson)
9. Born to Be My Baby – 5:27 (Jon Bon Jovi, Richie Sambora)
10. Keep the Faith – 4:12 (Jon Bon Jovi, Richie Sambora)
11. I'll Be There for You – 4:21 (Jon Bon Jovi, Richie Sambora)
12. Always – 4:18 (Jon Bon Jovi, Richie Sambora)

Traccia bonus
1. The Distance – 5:54 (Jon Bon Jovi, Richie Sambora, Desmond Child) – Live

Traccia bonus presente solo nelle edizioni britannica e giapponese
1. Joey – 5:33 (Jon Bon Jovi, Richie Sambora) – Live

Traccia bonus presente solo nell'edizione giapponese
1. Have a Little Faith in Me – 4:07 (John Hiatt) – Live
cover dell'omonimo brano di John Hiatt

## Formazione
- Jon Bon Jovi - voce e seconda chitarra
- Richie Sambora - chitarra solista e seconda voce
- David Bryan - tastiere, cori
- Tico Torres - batteria

Altri musicisti
- Hugh McDonald - basso, cori
- Olivia d'Abo - seconda voce in Livin' On A Prayer

## Classifiche
| Classifica (2003)      | Posizione massima |
| ---------------------- | ----------------- |
| Australia              | 11                |
| Austria                | 2                 |
| Belgio (Fiandre)       | 7                 |
| Belgio (Vallonia)      | 46                |
| Brasile                | 20                |
| Canada                 | 5                 |
| Finlandia              | 18                |
| Francia                | 44                |
| Germania               | 3                 |
| Giappone               | 5                 |
| Grecia                 | 10                |
| Irlanda                | 8                 |
| Italia                 | 28                |
| Norvegia               | 34                |
| Paesi Bassi            | 6                 |
| Portogallo             | 12                |
| Regno Unito            | 4                 |
| Spagna                 | 13                |
| Stati Uniti            | 14                |
| Stati Uniti (internet) | 14                |
| Svezia                 | 23                |
| Svizzera               | 3                 |